# Chiesa di Santa Maria Maggiore (Mirandola)
La chiesa di Santa Maria Maggiore, conosciuta anche come duomo di Mirandola, è la principale chiesa cattolica di  Mirandola, nella provincia di Modena.
Realizzata in stile gotico, si trova in piazza della Conciliazione (meglio nota come piazza Duomo), nel centro storico mirandolese.

## Storia

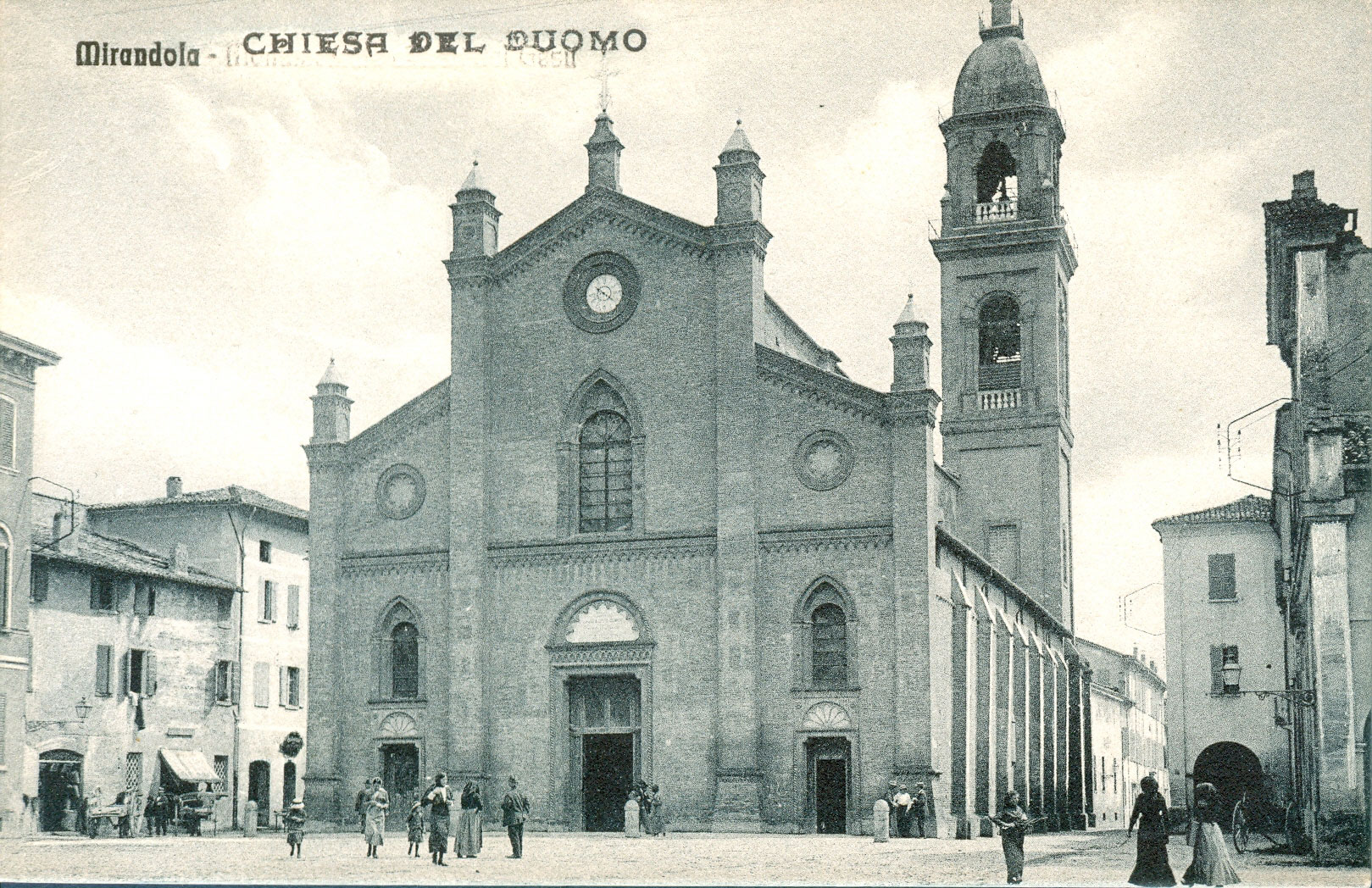
La chiesa del Duomo agli inizi del XX secolo

La chiesa venne ricostruita a partire dal 1440 da Francesco III e Giovanni I Pico, signori del Ducato della Mirandola, e completata nel 1470 da Galeotto I e Antonio Maria Pico, fratelli di Giovanni Pico della Mirandola.
La realizzazione del duomo aveva un'importanza strategica, poiché grazie ad esso la famiglia Pico poté istituire all'interno della cittadella la Parrocchia della Mirandola, mentre in precedenza la gestione delle anime del territorio dipendeva dalla Pieve di Santa Maria della Neve di Quarantoli.
La chiesa, collocata nel nuovo quartiere denominato Borgo Novo, venne realizzata in circa 30 anni di lavori e fu consacrata il  27 luglio 1491.
All'interno della chiesa venne tumulato Antonio Bernardi, filosofo del Cinquecento e vescovo di Caserta, ma il suo sepolcro andò disperso nel 1789.
Nel 1821 il duomo, insieme a tutte le chiese mirandolesi, transitò dalla diocesi di Reggio Emilia a quella di Carpi.
Nel 1983 il pittore Pietro Annigoni affrescò una cappella della navata sinistra con una Crocifissione, a ricordo del padre Ricciardo (Mirandola 1870 - Firenze 1944).

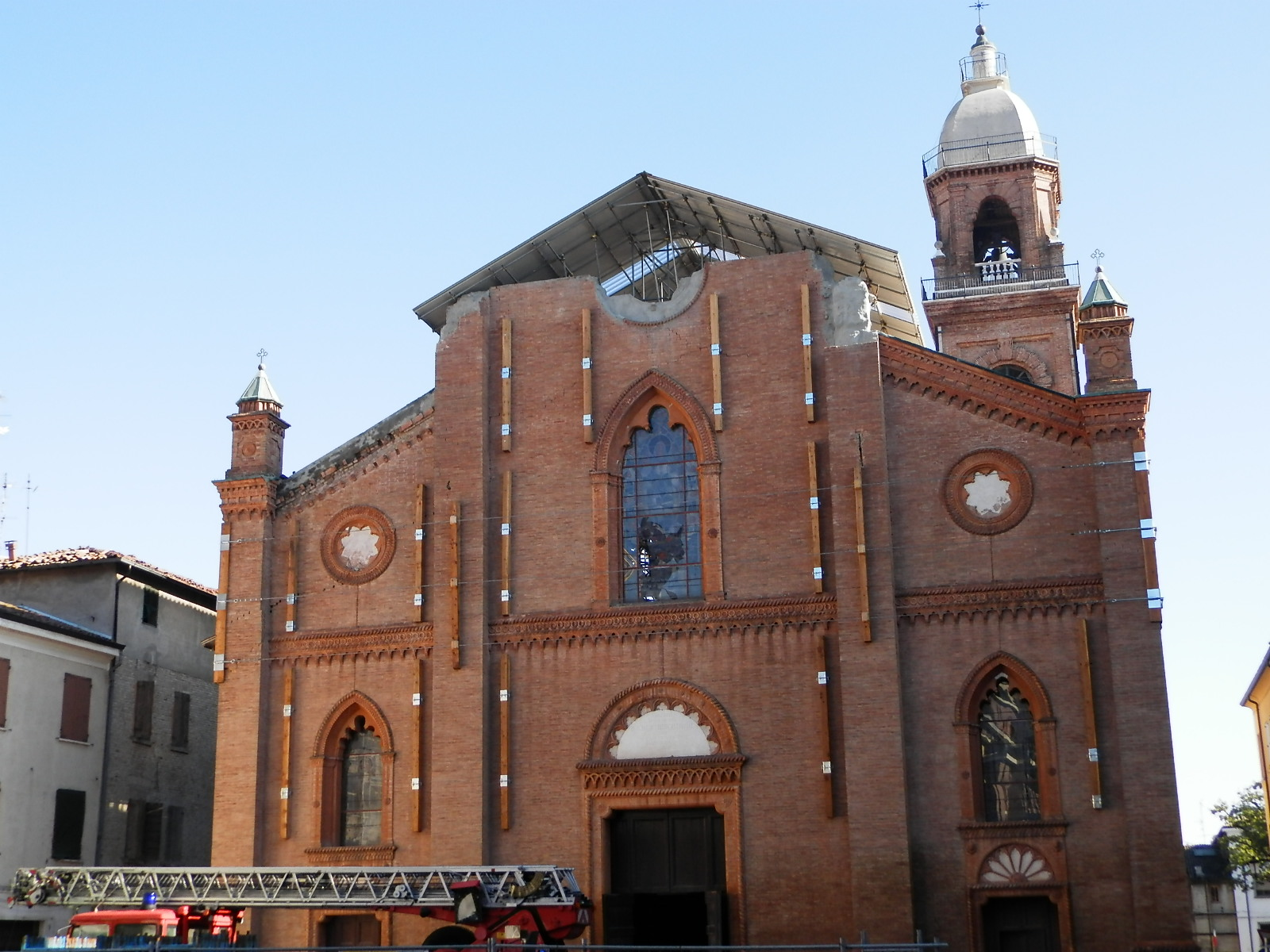
Il duomo di Mirandola dopo il terremoto del 2012

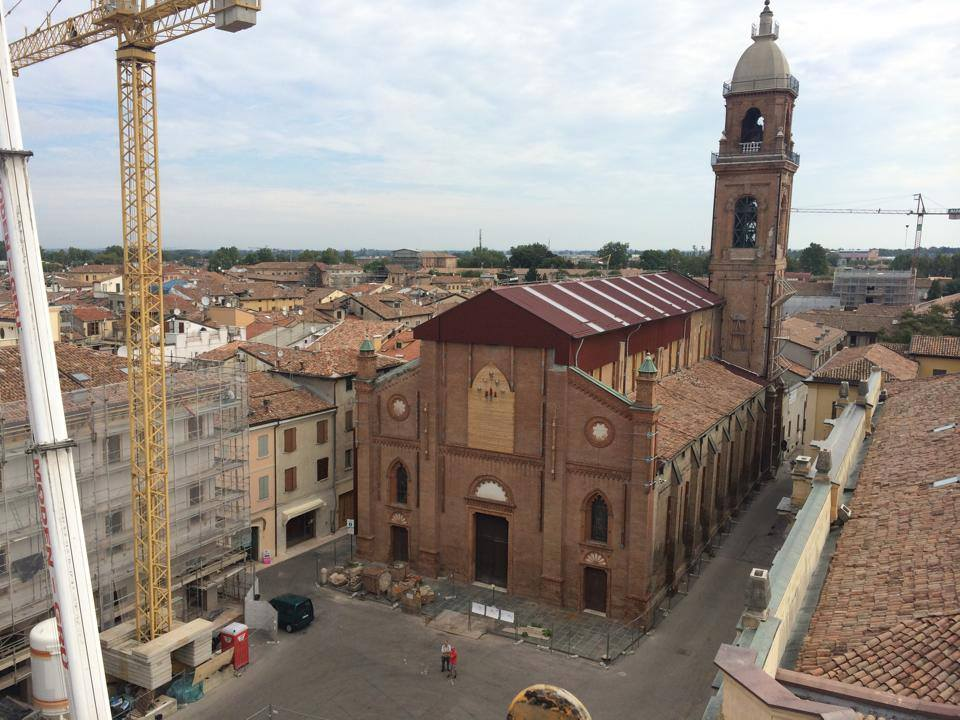
Cantiere in corso d'opera

Dal 20 maggio 2012 al 21 settembre 2019 il duomo di Mirandola è rimasto chiuso a causa dei gravissimi danni causati dal terremoto dell'Emilia del 2012, stimati in circa 5.875.000 euro. In particolare, a seguito delle numero scosse telluriche la copertura lignea sorretta da capriate è crollata causando il collasso delle volte interne, le cui macerie hanno sepolto e distrutto in maniera gravissima gli interni della chiesa.
Il 2 aprile 2017 papa Francesco ha visitato il duomo di Mirandola, percorrendone la navata centrale ancora ingabbiata dalle impalcature e deponendo un mazzo di fiori sull'altare maggiore in memoria delle vittime del sisma del 2012; successivamente ha tenuto un discorso alla cittadinanza riunita nell'antistante piazza della Conciliazione:
(Papa Francesco)
Il 21 settembre 2019 il Duomo restaurato è stato riaperto al culto.

## Descrizione

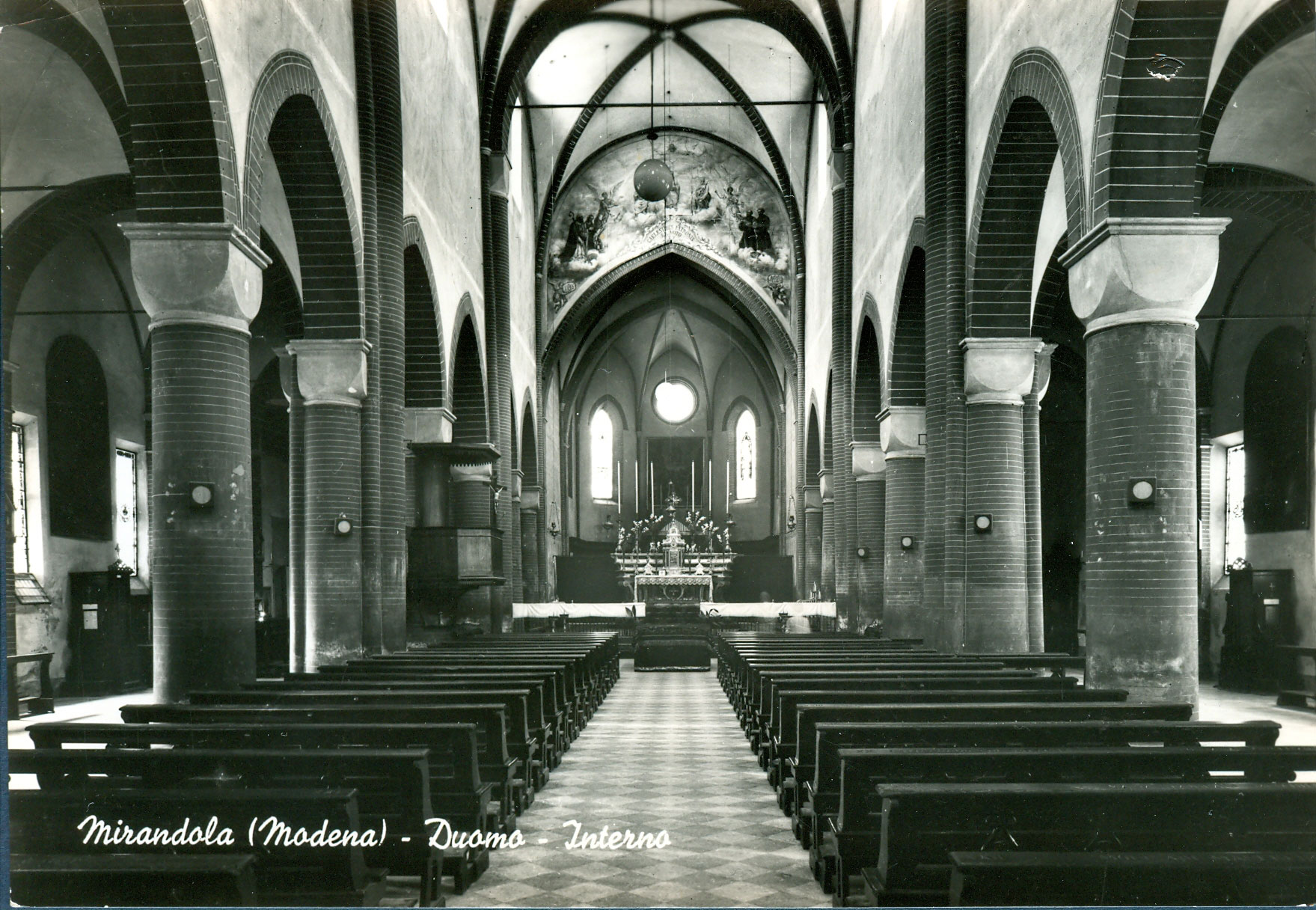
L'interno del duomo negli anni 1950

Lo stile architettonico originario era di tipo tardo gotico. A seguito di successivi ampliamenti e restauri, tra cui quelli del 1885, l'attuale facciata fu rifatta in stile quattrocentesco e pseudo-rinascimentale.
L'interno del duomo era suddiviso in tre navate, con volte a crociera costolonate che sorreggevano la copertura lignea.
La chiesa era decorata con pregevoli opere artistiche, tra cui affreschi, pitture sacre e mausolei funebri, tra cui alcuni notevoli dipinti del XVII secolo di Sante Peranda come una Raffigurazione di santo Stefano e una Addolorata con i santi Francesco e Carlo Borromeo. La cappella della Madonna di Pompei era decorata con un altare dorato barocco del  XVII secolo. All'interno della sagrestia vi era una Madonna che appare a san Felice da Cantalice, dipinta nel 1612 da Alessandro Tiarini.

## Il campanile

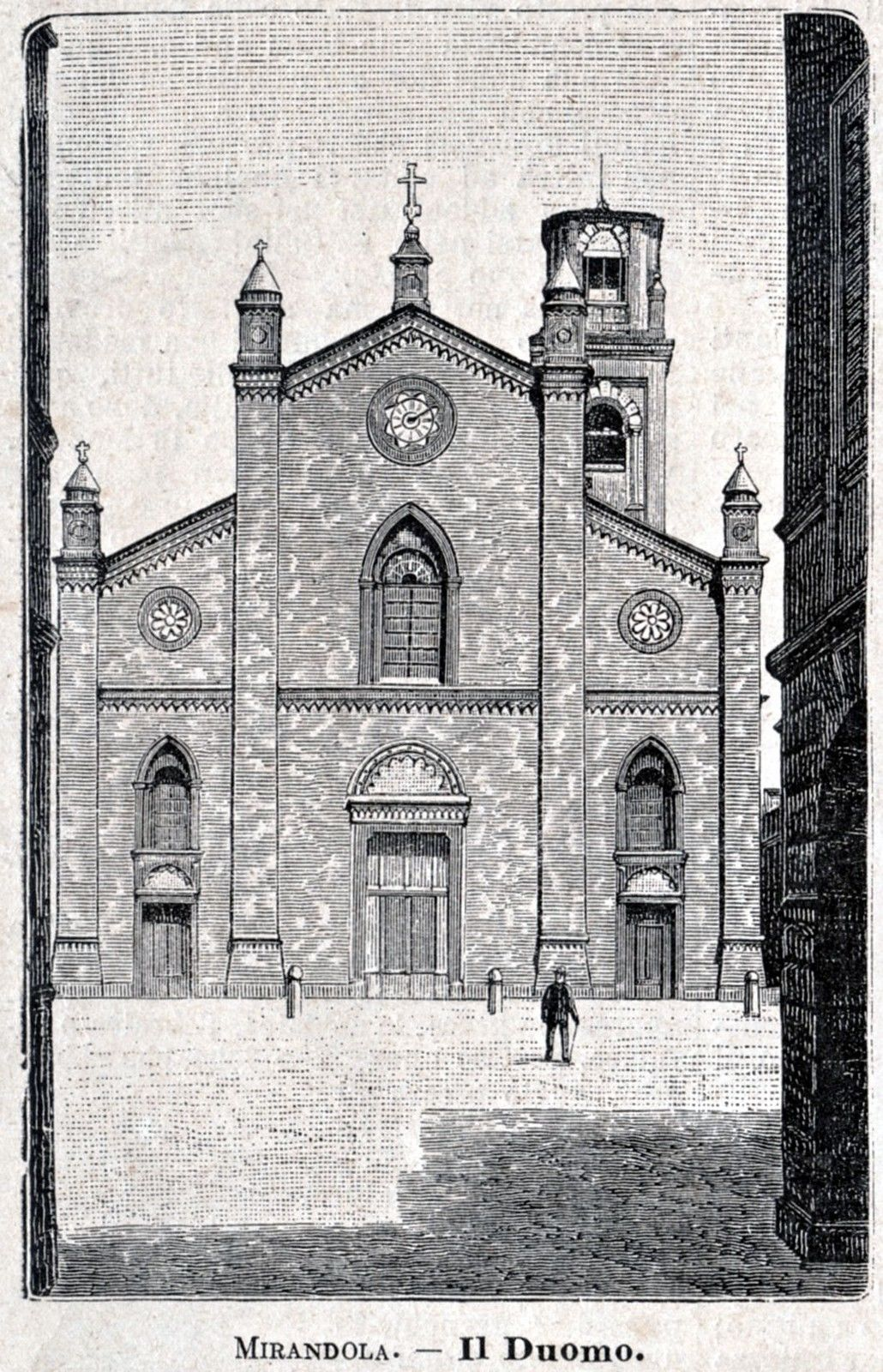
Il Duomo nel 1889, con il campanile senza cupola

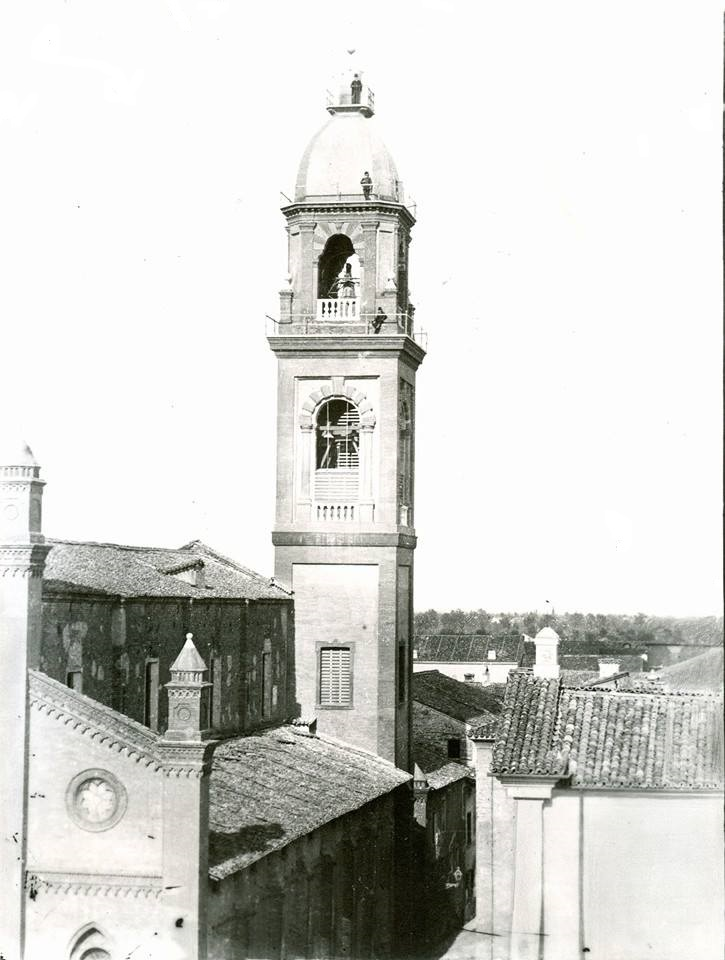
Il campanile alla fine del XIX secolo

Il campanile, che si trova nella parte retrostante del lato di mezzogiorno della cappella di Sant'Ubaldo, è alto 48 metri.
La torre campanaria venne costruita a partire dal XV secolo, mentre già nel 1574 vi fu la richiesta di alzarla ulteriormente. Bisognò però aspettare per più di un secolo, fino ai lavori del 1676 che portarono alla collocazione sulla guglia di un angelo in rame dorato. A causa del peso eccessivo della statua, la mattina del 15 febbraio 1697 la guglia collassò e sfondò il tetto della chiesa e della sagrestia, danneggiando anche i vicini granari del vecchio ospedale Santa Maria Bianca (che all'epoca si trovava dove oggi sorge il palazzo della Milizia fascista).
Il campanile venne restaurato solo nel 1749, mentre altri piccoli lavori furono svolti negli anni 1825 e 1838-1839. Un altro grave crollo si verificò il 2 novembre 1885 e venne deciso di abbassare il campanile: la cittadinanza non fu però d'accordo e venne costituito un "comitato per il ristauro al campanile del duomo" per raccogliere i fondi necessari. Gli ultimi lavori di ricostruzione iniziarono il 7 luglio 1888: venne rifatta e irrobustita la parte superiore con l'attuale guglia ottangolare, che sorregge il cupolino terminale alla base di una croce.
Salvatosi dal bombardamento del 20 aprile 1945, il campanile è stato gravemente danneggiato dal terremoto del 2012. Le scale interne sono crollate. A causa delle pericolose vibrazioni, le sette campane furono sostituite nell'ottobre 2012 da un impianto audio digitale che riproduceva il suono (in parte tratto da vecchie registrazioni e in parte ricostruito virtualmente) delle campane originali. A seguito dei recenti restauri effettuati e della conseguente riapertura del Duomo nel 2019, le sette campane sono tornate a svolgere regolarmente la loro funzione. Il complesso è dislocato in due piani della Torre (il campanone all’ultimo piano, mentre le altre sei nella cella sottostante), mentre solo 4 di queste (rispettivamente le campane II^, III^, IV^ e VI^) sono suonabili manualmente secondo il tipico sistema di suono “alla bolognese”. Di queste sette campane merita di essere menzionata quella che viene denominata “Campanone Civico” (una campana a parte, che non viene inclusa nelle altre 7), fusa nel 1737 dal peso di circa 400 kg. Attualmente suona alle ore 10 nelle maggiori feste civili.